# ХК СајПа
ХК Сајман пало, СајПа (фин. Saimaan Pallo, SaiPa) професионални је фински клуб хокеја на леду из града Лапенранте. Основан је 1948. године, а тренутно се такмичи елитној хокејашкој лиги Финске .
Своје домаће утакмице игра у дворани Кисапуисто у Лаперантију, капацитета 4.847 места за хокејашке утакмице.

## Историјат клуба
Највећи успех у историји овог клуба основаног 1948. било је освајање трећег места и бронзане медаље у финском првенству у сезони 1965/66. година. 
У новије време клуб је у два наврата, у сезонама 1998/99. и 2013/14. успевао да се пласира у полуфинале плеј-офа, али су у оба наврата изгубили те утакмице, а касније и утакмице за бронзану медаљу (од екипе ХПК са 2:7 и Луко са 2:3). 
Међу играчима који су поникли у овом клубу, а после направили добре каријере у НХЛ лиги су и Анти Алто, Јуси Марканен, Петери Нокелајнен, Петри Скрик, Јуси Тимонен, Веса Витакоски и Никлас Бекстрем. 